# Winfried Herget
Winfried Herget (* 12. Oktober 1935 in Dillenburg) ist ein deutscher Amerikanist.

## Leben
Nach dem Abitur 1956 am Realgymnasium Dillenburg studierte er von 1956 bis 1964 englische und amerikanische Literatur, Geschichte, Politikwissenschaft, Philosophie und Pädagogik. Nach der Promotion zum Dr. phil. in Frankfurt am Main am 22. Juli 1964 war er Fellow an der Harvard University und Assistent Professor an der Universität des Saarlandes. Er lehrte von 1978 bis 2004 als Professor für Amerikanistik in Mainz.